# John Carroll Lynch
John Carroll Lynch, född 1 augusti 1963 i Boulder i Colorado, är en amerikansk skådespelare. Han slog igenom 1996 när han spelade Norm Gunderson i Fargo. Han är också igenkänd för sin roll som Drew Careys bror i The Drew Carey Show  och senast för att medverkat i fyra säsonger av American Horror Story. 2017 debuterade han som filmregissör med filmen Lucky.

## Filmografi i urval

### Filmer
| År   | Titel                      | Roll                | Notering                  |
| ---- | -------------------------- | ------------------- | ------------------------- |
| 1993 | Griniga gamla gubbar       | Flyttgubbe          |                           |
| 1995 | En oförglömlig sommar      | Skipper #1          | krediterad som John Lynch |
| 1996 | Fargo                      | Norm Gunderson      |                           |
| 1997 | Volcano                    | Stan Olber          |                           |
| 1997 | Face/Off                   | Fängelsevakt Walton |                           |
| 1998 | Kod Mercury                | Martin Lynch        |                           |
| 1999 | Tisdagar med Morrie        | Walter Moran        |                           |
| 2000 | Det näst bästa             | Abbies advokat      |                           |
| 2000 | Gone in 60 seconds         | Manager             | cameo                     |
| 2001 | Bubble Boy                 | Mr. Livingston      |                           |
| 2002 | The Good Girl              | Jack Field          |                           |
| 2002 | Bug                        | Wallace Gregory     |                           |
| 2003 | Gothika                    | Sheriff Ryan        |                           |
| 2003 | Confidence                 | Leon Ashby          |                           |
| 2004 | Klättertjuven              | Mr. Hartmunn        |                           |
| 2005 | Crazy in Love              | Gregory             |                           |
| 2007 | Zodiac                     | Arthur Leigh Allen  |                           |
| 2008 | Gran Torino                | Barber Martin       |                           |
| 2009 | Love Happens               | Walter              |                           |
| 2010 | Shutter Island             | Warden McPherson    |                           |
| 2011 | Paul                       | Moses Buggs         |                           |
| 2011 | Crazy, Stupid, Love        | Bernie Riley        |                           |
| 2012 | Lay the Favourite          | Dave Greenberg      |                           |
| 2013 | The Pretty One             | Frank               |                           |
| 2014 | Camp X-Ray                 | James Drummond      |                           |
| 2015 | Hot Pursuit                | Kapten Emmet        |                           |
| 2015 | Ted 2                      | Tom Jessup          |                           |
| 2016 | Jackie                     | Lyndon B. Johnson   |                           |
| 2016 | The Founder                | Mac McDonald        |                           |
| 2017 | Lucky                      |                     | Regi                      |
| 2018 | Private Life               | Charlie             |                           |
| 2019 | The Highwaymen             | Lee Simmons         |                           |
| 2020 | The Trial of the Chicago 7 | David Dellinger     |                           |
| 2024 | Outlaw Posse               | Carson              |                           |

### TV
| År        | Titel                             | Roll                           | Notering                       |
| --------- | --------------------------------- | ------------------------------ | ------------------------------ |
| 1996      | Frasier                           | Skådespelare                   | 1 avsnitt                      |
| 1997-2004 | The Drew Carey Show               | Steve Carey                    |                                |
| 1999      | Star Trek: Voyager                | Gerald Moss                    | Avsnitt "11.59"                |
| 2000      | Vita huset                        | Jack                           | Avsnitt "Galileo"              |
| 2005      | Carnivàle                         | Varlyn Stroud                  |                                |
| 2005      | American Dad!                     | Mr. Simms (röst)               | Avsnitt "Stannie Get Your Gun" |
| 2014-2015 | American Horror Story: Freak Show | Twisty the Clown               |                                |
| 2015      | The Walking Dead                  | Eastman                        | Avsnitt: "Here's Not Here"     |
| 2015-2016 | American Horror Story: Hotel      | John Wayne Gacy                |                                |
| 2017      | American Horror Story: Cult       | Twisty the Clown               |                                |
| 2019      | Veep                              | Lloyd Hennick                  | 3 avsnitt                      |
| 2019      | American Horror Story: 1984       | Benjamin Richter / Mr. Jingles |                                |
| 2023      | White House Plumbers              | John N. Mitchell               | 2 avsnitt                      |